# Яунюс, Казимерас
Казимир Иосифович Явнис, Кази́мерас Я́унюс (лит. Kazimieras Jaunius; 18 мая 1848 или 18 апреля 1848, Lembas, Ковенская губерния, Российская империя — 9 марта 1908, Санкт-Петербург) — литовский ксендз, теолог, исследователь литовского языка.

## Биография
Родился 18 мая 1848 года в Лембо (Шилальский район Литвы), в семье Вероники и Иосифа Яунюсов. Сначала он учился в школе в Ретавасе, затем — в Тельшяйской прогимназии (1860—1864). В 1866—1869 годах учился в классической Каунасской гимназии, где преподавались латинский и греческий языки. По-видимому, гимназию не окончил.
В 1871—1875 годах учился в Каунасской духовной семинарии. Поощряемый Антанасом Баранаускасом увлёкся языковыми вопросами. В 1875 году  был рукоположен в сан священника и отправлен на обучение в Петербургскую католическую духовную академию, которую окончил в 1879 году, став первым магистром в классе теологии. Был назначен викарием Каунасского кафедрального собора. С 1880 года в Каунасской духовной семинарии преподавал латинский и литовский языки, катехизис; был капелланом Каунасской женской гимназии, секретарём Жемайтского епископа. В 1885—1886 годах — профессор литовского языка и гомилетики (теории проповеди).
В 1892 году за слишком большой интерес к литовскому языковедению был уволен из Каунасской духовной семинарии. Продолжил свои исследования литовского языка профессором в Казанской и Петербургской духовной академиях, общаясь с известными филологами того времени. В 1895 году какое-то время жил в Каунасе у историка Константина Гуковского. С 1898 года — профессор Петербургской духовной академии.
В 1904 году был удостоен звания доктора сравнительного языкознания.
Умер в нищете, вдали от родины, 9 марта 1908 года. Похоронен на Каунасском городском кладбище. Перезахоронен на Пятрашюнское кладбище.

## Работы
Казимерас Яунюс систематизировал наречия литовского языка, описал ударения, ввёл новые грамматические термины, исследовал связи литовского языка с другими языками. Он не очень любил писать и для фиксации его исследований известные русские филологи Ф. Фортунатов и А. Шахматов предоставили ему с 1906 года оплачиваемого государством секретаря Казимераса Буга.
В 1908 году К. Буга издал исследование К. Яунюса лит. «Aistiškus studijus», а в 1911 году — «Грамматика литовского языка» (лит. «Lietuvių kalbos gramatika»), которая в 1916 году была переведена на русский язык. Этот перевод до сих пор остается для иностранцев важным источником знаний о литовском языке. В этой грамматике введены новые термины — глагол, причастие. Через работы Казимераса Буга, Йонаса Яблонскиса и других известных филологов К. Яунюс оказал особое влияние на развитие литературного литовского языка.

## Память
В 1990 году в Лембо был открыт музей Казимераса Яунюса. В 2-х комнатах музея был восстановлен интерьер прежнего уклада жизни. На стендах исторического отдела представлен материал о лингвисте и его родственниках. Сохранились личные вещи Яунюса — стол и стул, бритва. Кведарнская средняя школа (Кведарнское староство) носит имя Казимераса Яунюса.